# Rhombicosidodécaèdre parabidiminué
Pour les articles homonymes, voir J80.

Rotations d'un Rhombicosidodécaèdre par 15°.

Le rhombicosidodécaèdre parabidiminué est un polyèdre qui fait partie des solides de Johnson (J80). 
Comme son nom l'indique, il peut être obtenu à partir d'un rhombicosidodécaèdre auquel on a détaché deux coupoles décagonales (J5) opposées. 
Les 92 solides de Johnson ont été nommés et décrits par Norman Johnson en 1966.